# 密云区
密云区是中国北京市东北部的一个市辖区，西、南与怀柔区、平谷区及顺义区相邻，东、北与河北省相接。2015年11月，经中国国务院批准，撤销密云县，设立密云区。建有密云水库；古北口为历史上交通重镇。區人民政府駐鼓楼街道鼓楼西大街3号。

## 地理概况
地处华北平原北端，为华北平原与燕山山脉之交接。全区面积2226.5平方千米，现有人口47.8万（2014年末），大部分从事农业，主要居住在原燕落盆地周边的冲积平原地区。
全区土地基本上处于山区半山区，农业用地很少，有“八山一水一分田”的说法。
密云区林木众多，森林覆盖率超过70%。
由于处于华北、京津的北方门户，密云自古就是华北的战略要冲。绵延的燕山山脉阻断了北方的交通，只在古北口一带留有狭小通路。

## 历史
最早的人类活动历史可以追溯到原始社会的旧石器时代（亦有新石器时代的看法），距今10万年。
因為是氣候較嚴寒的北京地區其中壹個肥沃的冲积平原，是故古时有“燕国天府”的称呼。

### 史书记载

#### 原始部落时期
山安口村出土的石器、陶器，充分证明早在新石器时代，密云区不老屯地区就有人类居住。燕落村南密云水库下的共工城遗址，距今4100多年，是原始部落时期尧的臣子共工（掌管手工业的大臣）流放居住的土城，是北京地区第一座古城。《史记·五帝本纪》载：“舜请流共工于幽陵。”而《括地志辑校》则云：“故共工城在檀州燕落县界”。

#### 战国
战国时期为燕地，名渔阳郡。《顺天府志》云：“燕王喜十二年置渔阳郡和渔阳县”。行政机构位于现在的统军庄南。

#### 秦
公元前221年秦统一中国，实行郡县制，始皇二年设渔阳郡，为三十六郡之一。兩漢及曹魏沿用。

#### 南北朝、隋唐、五代
北魏时开始使用密云为的称谓。《魏书》载：“皇始二年置密云郡、县，治提携城，领密云、白檀、要阳三县”。
《隋书》记载：“密云后魏置密云郡，领白檀、要阳、密云三县。后齐废郡及二县入密云。又有旧安乐郡，领安市、土垠二县，后齐废土垠入安市，后周废安市入密云县。开皇初郡废。有长城。有桃花山、螺山。有渔水。”

#### 辽史
檀州，武威军，下，刺史。本燕渔阳郡地，汉为白檀县。
密云县。本汉白檀县，后汉以居憕奚。元魏置密云郡，领白檀、要阳、密云三县。

### 战事
由于特殊的地理位置，密云历来成为兵家必争之地，可记述的著名战事如下：

#### 秦开对东胡
燕昭王时，将自己大将秦开主动送给胡人作为人质，保证不会进犯，实际是稳定对方。
不过送秦开的计谋还取得的更多收获，秦开在胡期间受到礼遇，且探察了当时胡人的军事、地理。
燕昭王二十六年（公元前286年），命秦开进攻东胡。秦开大败胡人，直到大兴安岭，俘虏众多。
后秦开请示燕昭王，仅留下马匹供军用，将妇女、儿童和其他物资送还。
后设渔阳郡，辖：顺义、怀柔、密云、滦平、隆化、围场、蓟县等地。

#### 安史之乱
公元755年，安禄山率密云在内的共九郡15万，向唐王朝发动军事进攻。白居易的《长恨歌》中名句“渔阳鼙鼓动地来，惊破霓裳羽衣曲”即指此事。八年后，安禄山、史思明战死，安史之乱结束。

#### 民国之后的战事
1933年，日本以熱河省地方官員表示歸附滿洲國為由，與滿洲國軍隊進軍熱河，省長湯玉麟不戰而逃；之後日軍進攻山海關、長城各隘口與熱河，國民政府派遣宋哲元、關麟徵與黃傑與日本軍在義院口、冷口、喜峰口、古北口、羅文峪、界嶺口各處鏖戰。

## 人口
根據第七次人口普查數據，截至2020年11月1日零時，密雲區常住人口為527683人。

## 行政区划

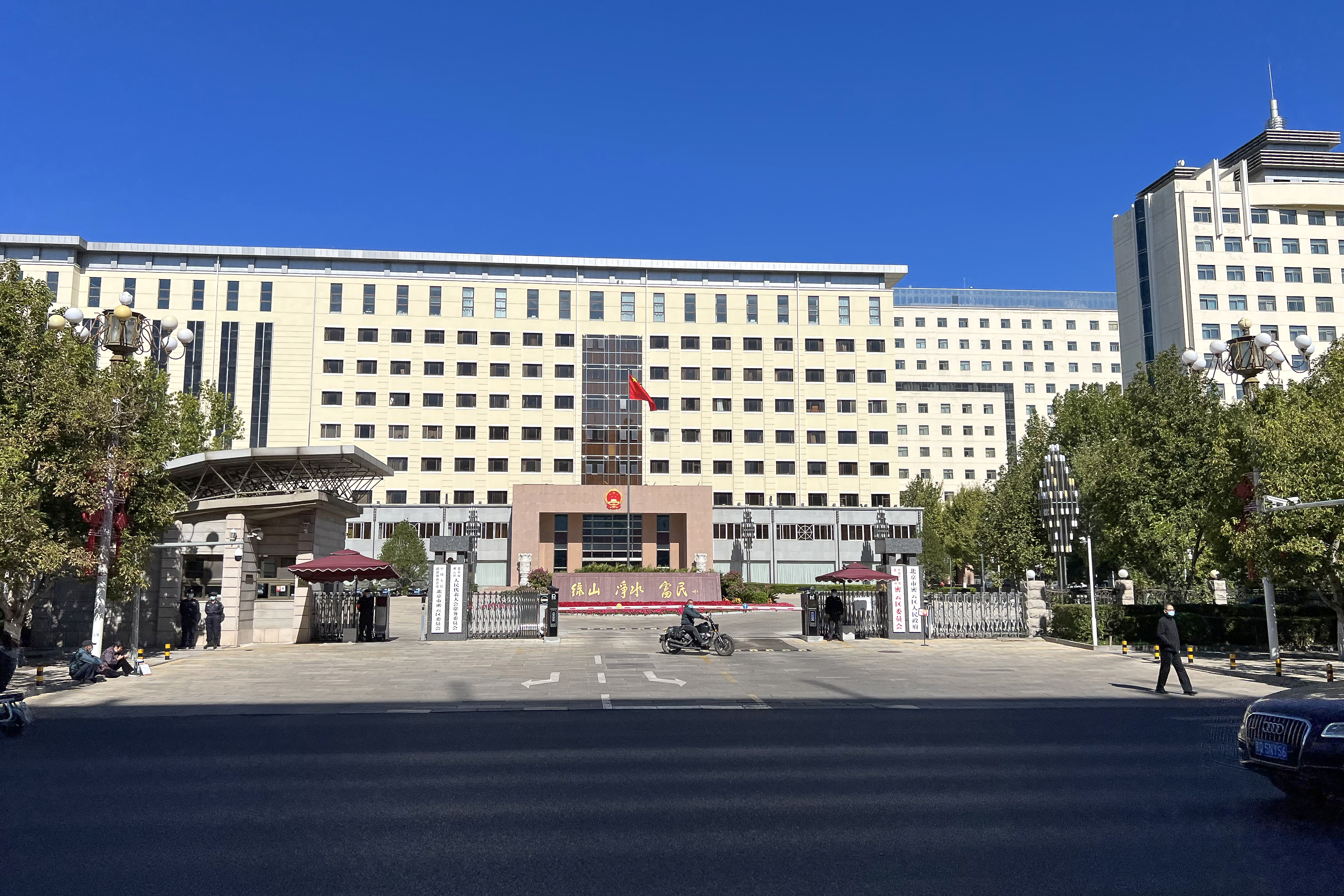
密云区政府位于鼓楼街道鼓楼西大街3号，门前为江泽民1994年视察密云时题写的“绿山、净水、富民”卧碑

密云区下辖2个街道办事处、17个镇、1个地区办事处（加挂檀营满族蒙古族乡牌子）：
鼓楼街道、果园街道、檀营地区、密云镇、溪翁庄镇、西田各庄镇、十里堡镇、河南寨镇、巨各庄镇、穆家峪镇、太师屯镇、高岭镇、不老屯镇、冯家峪镇、古北口镇、大城子镇、东邵渠镇、北庄镇、新城子镇、石城镇和中关村科技园区密云园。

## 风景
- 番字牌

番字牌是密云番字牌村附近山石上的石刻文字。这些文字，系北方少数民族的文字。其中有梵文，蒙文和藏文，文字内容是佛教的六字真言，即「唵嘛呢叭咪吽」。石刻上的小字横排两行，三行或四行的是六字真言重复刻写。
- 密云水库
- 白龙潭
- 黑龙潭
- 长城
  - 蟠龙山（古北口）长城
  - 金山岭长城
  - 司马台长城
  - 望京楼

## 交通
京承铁路和京通铁路均穿过密云区，北京市郊铁路分别在这两条铁路上开行通密线（终到密云北站）和怀密线（终到古北口站）。京沈客运专线则在密云区河南寨镇宁村设密云站。从 101国道或 京承高速也可前往密云区。
- 234国道过境。

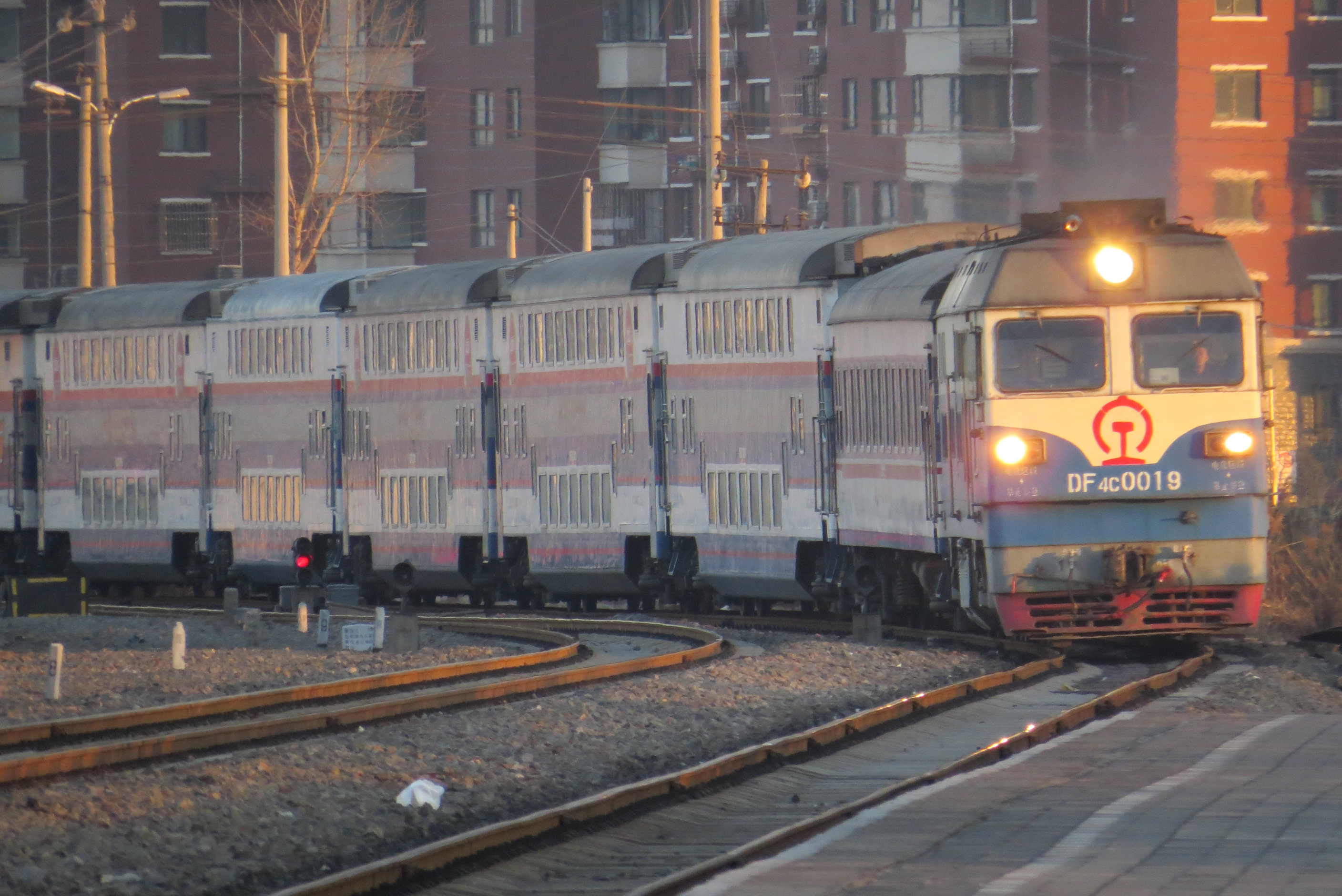
开往邯郸的Y514次列车进入密云北站

区内有密云穆家峪机场，有前往内蒙古的通用航空航班。

## 教育科技
北京怀柔科学城东区（密云地块）主要位于密云区部分地区，与北京未来科学城和中关村科学城并称为北京市三大科学城之一。北京市政府明确提出将其打造成“百年科学城”。北京大学医学部将落户怀柔科学城东区。